# Леонардо Мајер
Леонардо Мартин Мајер (шп. Leonardo Mayer, Коријентес, 15. мај 1987) аргентински је тенисер који има немачко порекло. Најбољи пласман на АТП листи му је 21. место у појединачној конкуренцији, а у паровима 48. место.

## Приватни живот
Има два брата, Габријела и Валтера и сестру Веронику. Отац Орландо ради у банци а мајка Естела је учитељица. Омиљени хоби му је пецање. Сматра Марадону најинспиративнијом особом у свом животу. Да није тенисер био би фудбалер, највероватније голман. Од 14. децембра 2019. у браку је са Милагрос Авентин са којом има сина Валентина (рођен 27. јануара 2017)

## АТП финала

### Појединачно: 5 (2:3)
| Легенда                        |
| ------------------------------ |
| Гренд слем турнири (0:0)       |
| Завршно првенство сезоне (0:0) |
| АТП мастерс 1000 (0:0)         |
| АТП 500 (2:1)                  |
| АТП 250 (0:2)                  |

| Финала по подлози |
| ----------------- |
| Тврда (0:0)       |
| Шљака (2:3)       |
| Трава (0:0)       |

| Финала по локацији |
| ------------------ |
| Отворено (2:3)     |
| Дворана (0:0)      |

| Исход     | Бр. | Датум            | Турнир               | Подлога | Противник           | Резултат                 |
| --------- | --- | ---------------- | -------------------- | ------- | ------------------- | ------------------------ |
| Финалиста | 1.  | 9. фебруар 2014. | Виња дел Мар, Чиле   | Шљака   | Фабио Фоњини        | 2:6, 4:6                 |
| Победник  | 1.  | 20. јул 2014.    | Хамбург, Немачка     | Шљака   | Давид Ферер         | 6:7(3:7), 6:1, 7:6(7:4)  |
| Финалиста | 2.  | 23. мај 2015.    | Ница, Француска      | Шљака   | Доминик Тим         | 7:6(10:8), 5:7, 6:7(2:7) |
| Победник  | 2.  | 30. јул 2017.    | Хамбург, Немачка (2) | Шљака   | Флоријан Мајер      | 6:4, 4:6, 6:3            |
| Финалиста | 3.  | 29. јул 2018.    | Хамбург, Немачка     | Шљака   | Николоз Басилашвили | 4:6, 6:0, 5:7            |

### Парови: 5 (1:4)
| Легенда                        |
| ------------------------------ |
| Гренд слем турнири (0:0)       |
| Завршно првенство сезоне (0:0) |
| АТП мастерс 1000 (0:0)         |
| АТП 500 (0:0)                  |
| АТП 250 (1:4)                  |

| Финала по подлози |
| ----------------- |
| Тврда (0:3)       |
| Шљака (1:1)       |
| Трава (0:0)       |

| Финала по локацији |
| ------------------ |
| Отворено (1:3)     |
| Дворана (0:1)      |

| Исход     | Бр. | Датум             | Турнир                  | Подлога   | Партнер        | Противници                       | Резултат         |
| --------- | --- | ----------------- | ----------------------- | --------- | -------------- | -------------------------------- | ---------------- |
| Финалиста | 1.  | 14. фебруар 2010. | Сан Хозе, САД           | Тврда (д) | Бенјамин Бекер | Марди Фиш Сем Квери              | 6:7(3:7), 5:7    |
| Победник  | 1.  | 20. фебруар 2011. | Буенос Ајрес, Аргентина | Шљака     | Оливер Марах   | Франко Фереиро Андре Са          | 7:6(8:6), 6:3    |
| Финалиста | 2.  | 25. август 2012.  | Винстон-Сејлем, САД     | Тврда     | Пабло Андухар  | Сантијаго Гонзалез Скот Липски   | 3:6, 6:4, [2:10] |
| Финалиста | 3.  | 7. јануар 2018.   | Бризбејн, Аустралија    | Тврда     | Орасио Зебаљос | Хенри Континен Џон Пирс          | 6:3, 3:6, [2:10] |
| Финалиста | 4.  | 9. фебруар 2020.  | Кордоба, Аргентина      | Шљака     | Андрес Молтени | Марсело Демолинер Матве Миделкоп | 3:6, 6:7(4:7)    |

## Остала финала

### Тимска такмичења: 1 (1:0)
| Исход    | Бр. | Датум                 | Турнир                       | Подлога   | Партнери                                      | Противници                                        | Резултат |
| -------- | --- | --------------------- | ---------------------------- | --------- | --------------------------------------------- | ------------------------------------------------- | -------- |
| Победник | 1.  | 25–27. новембар 2016. | Дејвис куп, Загреб, Хрватска | Тврда (д) | Хуан М. дел Потро Федерико Делбонис Гидо Пеља | Марин Чилић Иво Карловић Иван Додиг Франко Шкугор | 3:2      |